# Stefan Brogren
Stefan Brogren, född 21 april 1972 i Toronto, Ontario, är en kanadensisk skådespelare, producent och regissör. Han är känd för rollen som Archie "Snake" Simpson i Degrassi Junior High, Degrassi High, Degrassi High: Nu börjar livet, Degrassi: The Next Generation och Degrassi: Next Class. Brogrens far är svensk.

## Filmografi i urval
| År        | Filmtitel                      | Roll                   |
| --------- | ------------------------------ | ---------------------- |
| 1987–1989 | Degrassi Junior High           | Archie "Snake" Simpson |
| 1989–1991 | Degrassi High                  | Archie "Snake" Simpson |
| 1992      | Degrassi High: Nu börjar livet | Archie "Snake" Simpson |
| 2001–2015 | Degrassi: The Next Generation  | Archie "Snake" Simpson |
| 2016–     | Degrassi: Next Class           | Archie "Snake" Simpson |

### Webbkällor
- Stefan Brogren på Internet Movie Database (engelska)
- Snake and Degrassi alumni reunite to celebrate 30th anniversary at Toronto ComiCon Tony Wong. Toronto Star 17 mars 2017. Läst 30 december 2018.